# Lijst van trainers van Juventus FC
Deze lijst omvat de voetbalcoaches die de Italiaanse club Juventus FC hebben getraind vanaf 1923 tot op heden. In de seizoenen met een sterretje (*) moest Juventus zijn titel inleveren wegens een omkoopschandaal.

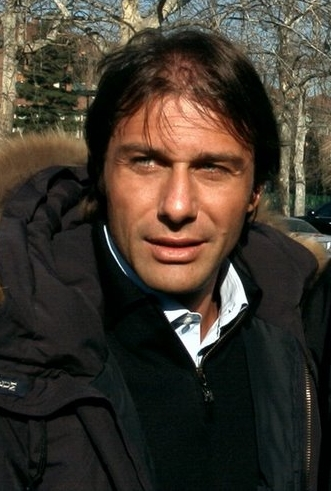
Antonio Conte won met Juventus drie titels op rij.

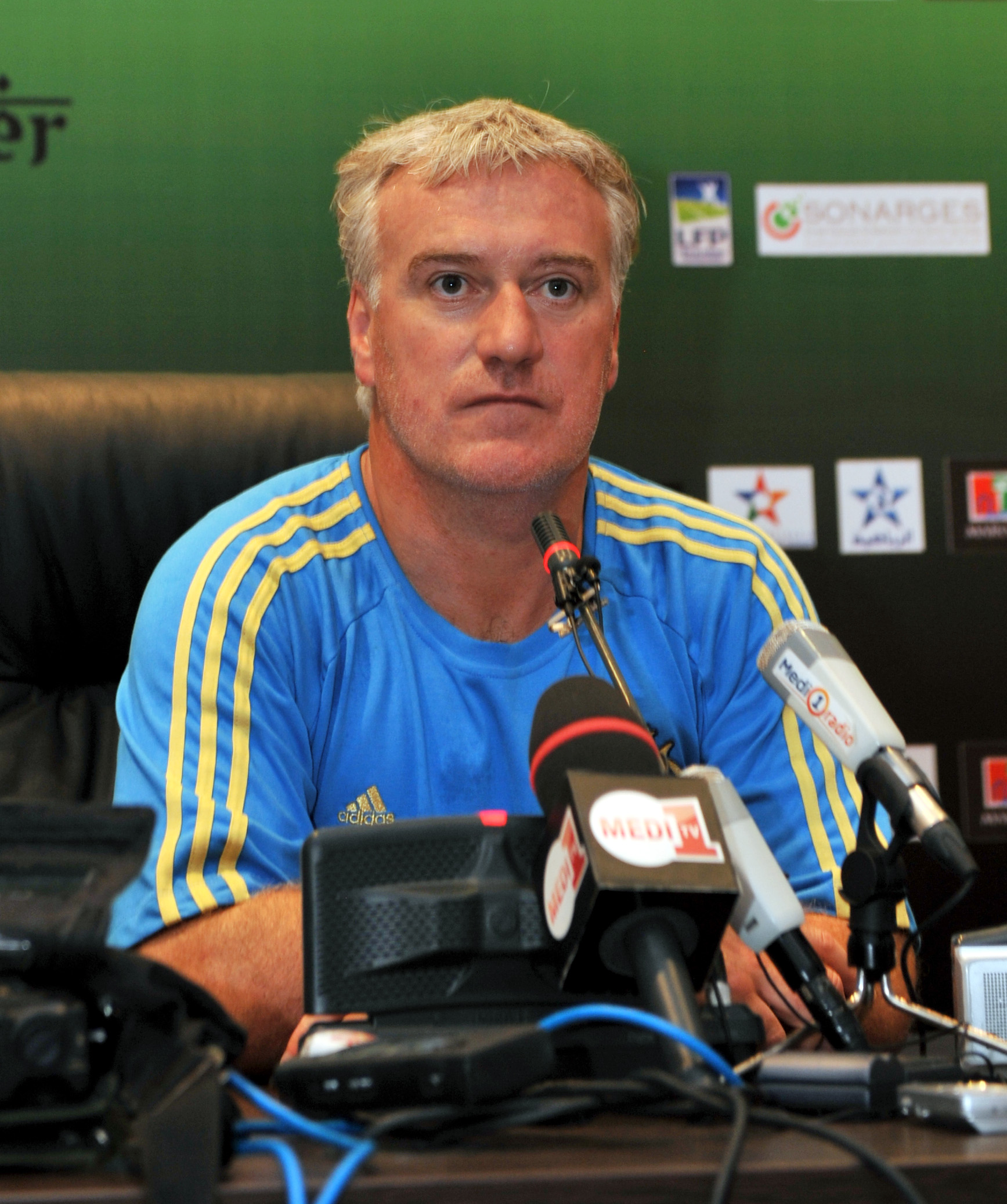
Oud-speler Didier Deschamps trainde de club in het seizoen 2006/07. Juventus kwam toen uit in de Serie B na een omkoopschandaal. Juventus won de Serie B en keerde na een jaar afwezigheid terug naar de Serie A.

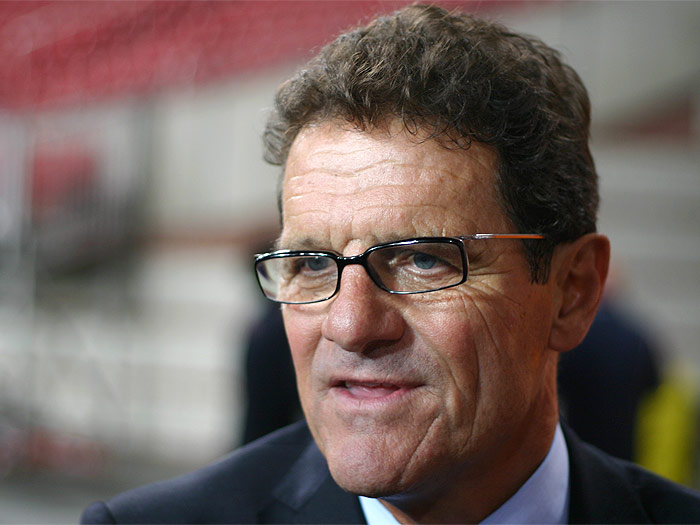
De titels die Fabio Capello in 2005 en 2006 met Juventus won, werden achteraf geschrapt toen bleek dat de club betrokken was bij een een omkoopschandaal.

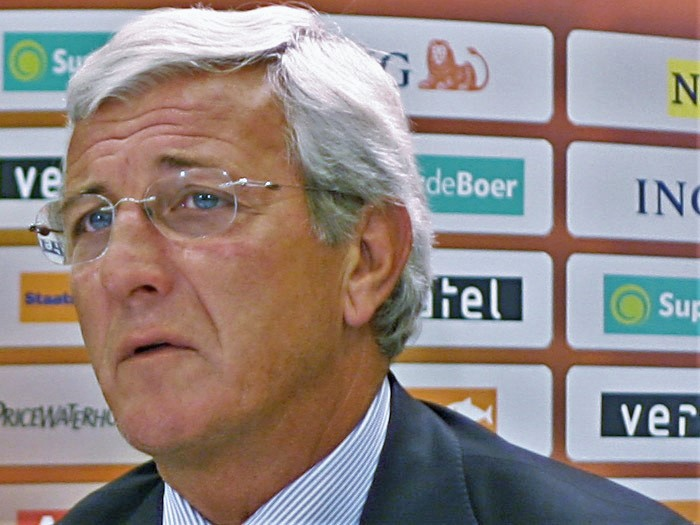
Marcello Lippi is een van de bekendste trainers van Juventus. Hij coachte de club in de jaren 1990 en aan het begin van de 21e eeuw. Hij veroverde met de Turijnen vijf landstitels en de Champions League.

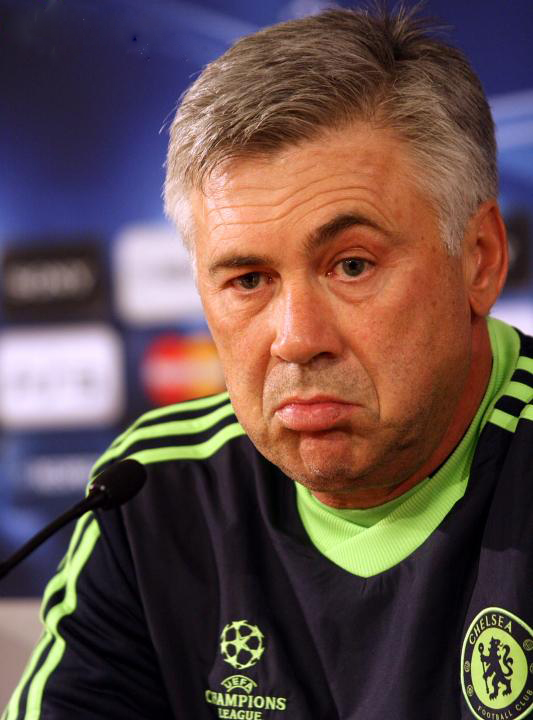
Onder Carlo Ancelotti won Juventus in 1999 de Intertoto Cup.

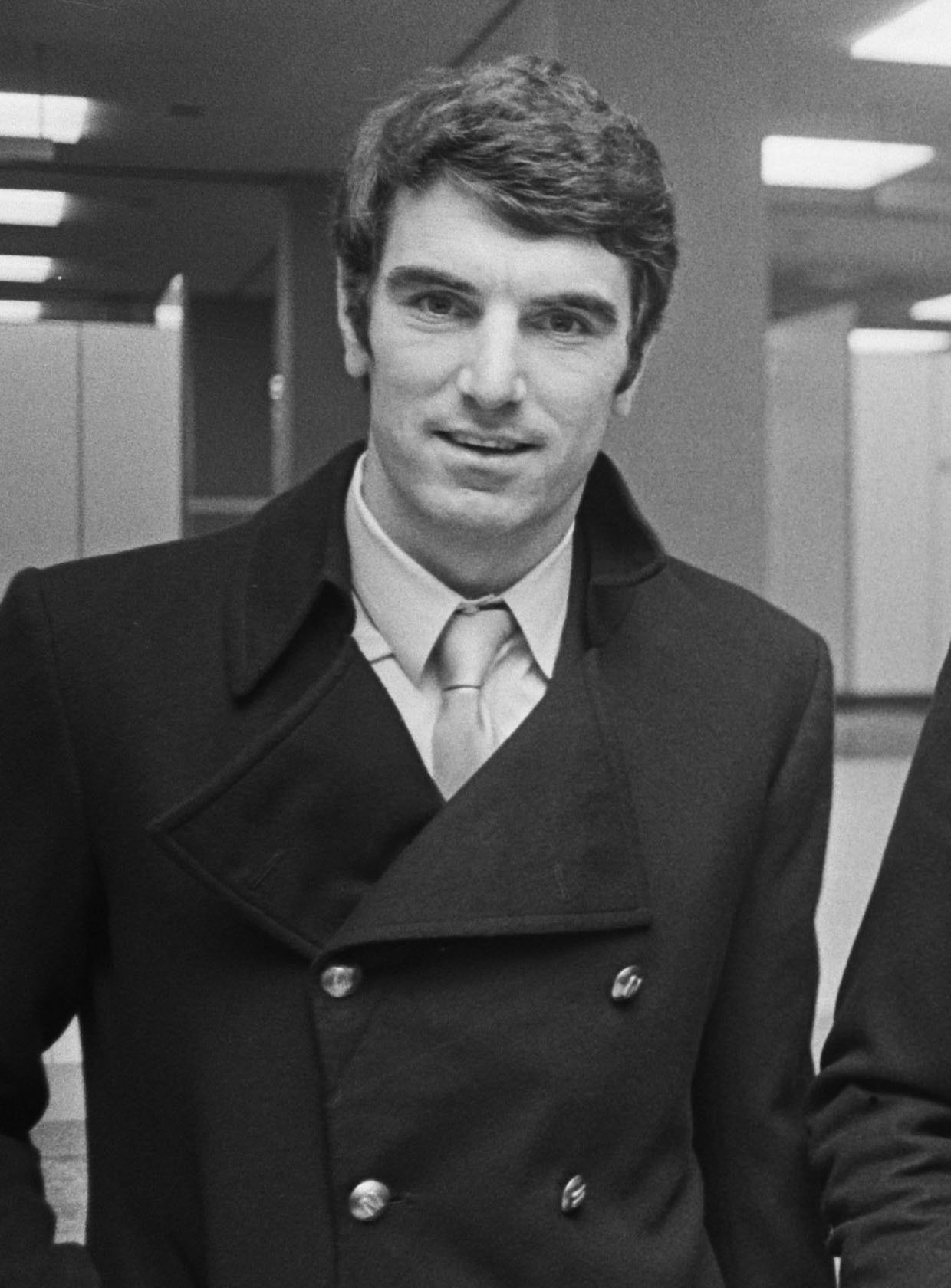
De legendarische doelman Dino Zoff was eind jaren 1980 trainer van Juventus. In 1990 veroverde hij met Juventus de beker en de UEFA Cup.

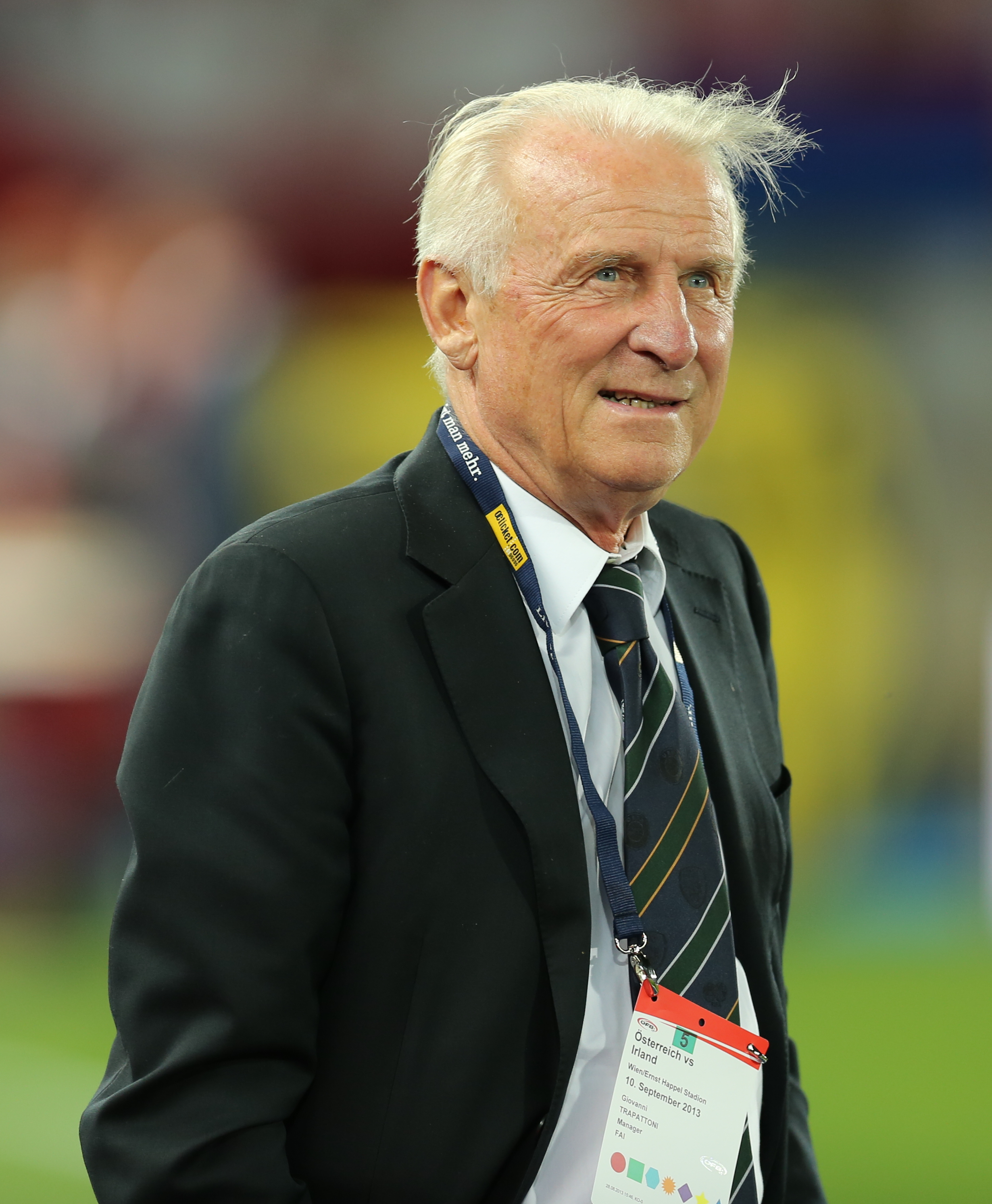
De temperamentvolle Giovanni Trapattoni was in totaal dertien seizoenen coach van Juventus. Onder zijn leiding won Juventus onder meer de Europacup I, zes keer het kampioenschap en twee keer de UEFA Cup.

| Seizoen  | Trainer(s)                         | Prijzen                                         |
| -------- | ---------------------------------- | ----------------------------------------------- |
| 2025/26  | Igor Tudor                         | 0                                               |
| 2024/25  | Igor Tudor                         | 0                                               |
| 2024/25  | Thiago Motta                       | 0                                               |
| 2023/24  | Massimiliano Allegri               | Coppa Italia                                    |
| 2022/23  | Massimiliano Allegri               | 0                                               |
| 2021/22  | Massimiliano Allegri               | 0                                               |
| 2020/21  | Andrea Pirlo                       | Coppa Italia, Supercoppa                        |
| 2019/20  | Maurizio Sarri                     | Serie A                                         |
| 2018/19  | Massimiliano Allegri               | Serie A, Supercoppa                             |
| 2017/18  | Massimiliano Allegri               | Serie A, Coppa Italia                           |
| 2016/17  | Massimiliano Allegri               | Serie A, Coppa Italia                           |
| 2015/16  | Massimiliano Allegri               | Serie A, Coppa Italia, Supercoppa               |
| 2014/15  | Massimiliano Allegri               | Serie A, Coppa Italia                           |
| 2013/14  | Antonio Conte                      | Serie A, Supercoppa                             |
| 2012/13  | Antonio Conte                      | Serie A, Supercoppa                             |
| 2011/12  | Antonio Conte                      | Serie A                                         |
| 2010/11  | Luigi Delneri                      | 0                                               |
| 2009/10  | Alberto Zaccheroni                 | 0                                               |
| 2009/10  | Ciro Ferrara (tot 29 januari 2010) | 0                                               |
| 2008/09  | Ciro Ferrara                       | 0                                               |
| 2008/09  | Claudio Ranieri (tot 18 mei 2009)  | 0                                               |
| 2007/08  | Claudio Ranieri                    | 0                                               |
| 2006/07  | Giancarlo Corradini (interim)      | Serie B                                         |
| 2006/07  | Didier Deschamps (tot 26 mei 2007) | 0                                               |
| 2005/06* | Fabio Capello                      | 0                                               |
| 2004/05* | Fabio Capello                      | 0                                               |
| 2003/04  | Marcello Lippi                     | Supercoppa                                      |
| 2002/03  | Marcello Lippi                     | Serie A, Supercoppa                             |
| 2001/02  | Marcello Lippi                     | Serie A                                         |
| 2000/01  | Carlo Ancelotti                    | 0                                               |
| 1999/00  | Carlo Ancelotti                    | UEFA Intertoto Cup                              |
| 1998/99  | Carlo Ancelotti                    | 0                                               |
| 1998/99  | Marcello Lippi (tot februari 1999) | 0                                               |
| 1997/98  | Marcello Lippi                     | Serie A, Supercoppa                             |
| 1996/97  | Marcello Lippi                     | Serie A, UEFA Super Cup, Wereldbeker voor clubs |
| 1995/96  | Marcello Lippi                     | Supercoppa, UEFA Champions League               |
| 1994/95  | Marcello Lippi                     | Serie A, Coppa Italia                           |
| 1993/94  | Giovanni Trapattoni                | 0                                               |
| 1992/93  | Giovanni Trapattoni                | UEFA Cup                                        |
| 1991/92  | Giovanni Trapattoni                | 0                                               |
| 1990/91  | Luigi Maifredi                     | 0                                               |
| 1989/90  | Dino Zoff                          | Coppa Italia, UEFA Cup                          |
| 1988/89  | Dino Zoff                          | 0                                               |
| 1987/88  | Rino Marchesi                      | 0                                               |
| 1986/87  | Rino Marchesi                      | 0                                               |
| 1985/86  | Giovanni Trapattoni                | Serie A, Wereldbeker voor clubs                 |
| 1984/85  | Giovanni Trapattoni                | Europacup I, UEFA Super Cup                     |
| 1983/84  | Giovanni Trapattoni                | Serie A, Europacup II                           |
| 1982/83  | Giovanni Trapattoni                | Coppa Italia                                    |
| 1981/82  | Giovanni Trapattoni                | Serie A                                         |
| 1980/81  | Giovanni Trapattoni                | Serie A                                         |
| 1979/80  | Giovanni Trapattoni                | 0                                               |
| 1978/79  | Giovanni Trapattoni                | Coppa Italia                                    |
| 1977/78  | Giovanni Trapattoni                | Serie A                                         |
| 1976/77  | Giovanni Trapattoni                | Serie A, UEFA Cup                               |
| 1975/76  | Carlo Parola                       | 0                                               |
| 1974/75  | Carlo Parola                       | Serie A                                         |
| 1973/74  | Čestmír Vycpálek                   | 0                                               |
| 1972/73  | Čestmír Vycpálek                   | Serie A                                         |
| 1971/72  | Čestmír Vycpálek                   | Serie A                                         |
| 1970/71  | Čestmír Vycpálek                   | 0                                               |
| 1970/71  | Armando Picchi                     | 0                                               |
| 1969/70  | Ercole Rabitti                     | 0                                               |
| 1969/70  | Luis Carniglia                     | 0                                               |
| 1968/69  | Heriberto Herrera                  | 0                                               |
| 1967/68  | Heriberto Herrera                  | 0                                               |
| 1966/67  | Heriberto Herrera                  | Serie A                                         |
| 1965/66  | Heriberto Herrera                  | 0                                               |
| 1964/65  | Heriberto Herrera                  | Coppa Italia                                    |
| 1963/64  | Eraldo Monzeglio                   | 0                                               |
| 1963/64  | Paulo Amaral                       | 0                                               |
| 1962/63  | Paulo Amaral                       | 0                                               |
| 1961/62  | Július Korostelev                  | 0                                               |
| 1961/62  | Carlo Parola                       | 0                                               |
| 1961/62  | Gunnar Gren                        | 0                                               |
| 1960/61  | Renato Cesarini                    | Serie A                                         |
| 1959/60  | Renato Cesarini                    | Serie A, Coppa Italia                           |
| 1958/59  | Teobaldo Depetrini                 | Coppa Italia                                    |
| 1958/59  | Ljubiša Broćić                     | 0                                               |
| 1957/58  | Ljubiša Broćić                     | Serie A                                         |
| 1956/57  | Sandro Puppo                       | 0                                               |
| 1955/56  | Sandro Puppo                       | 0                                               |
| 1954/55  | Aldo Olivieri                      | 0                                               |
| 1953/54  | Aldo Olivieri                      | 0                                               |
| 1952/53  | György Sárosi                      | 0                                               |
| 1951/52  | György Sárosi                      | Serie A                                         |
| 1950/51  | Luigi Bertolini                    | 0                                               |
| 1950/51  | Jesse Carver                       | 0                                               |
| 1949/50  | Jesse Carver                       | Serie A                                         |
| 1948/49  | William Chalmers                   | 0                                               |
| 1947/48  | William Chalmers                   | 0                                               |
| 1947/48  | Renato Cesarini                    | 0                                               |
| 1946/47  | Renato Cesarini                    | 0                                               |
| 1945/46  | Felice Borel                       | 0                                               |
| 1944     | Felice Borel                       | 0                                               |
| 1942/43  | Felice Borel                       | 0                                               |
| 1941/42  | Luis Monti                         | Coppa Italia                                    |
| 1941/42  | Giovanni Ferrari                   | 0                                               |
| 1940/41  | Federico Munerati                  | 0                                               |
| 1940/41  | Umberto Caligaris                  | 0                                               |
| 1939/40  | Umberto Caligaris                  | 0                                               |
| 1938/39  | Virginio Rosetta                   | 0                                               |
| 1937/38  | Virginio Rosetta                   | Coppa Italia                                    |
| 1936/37  | Virginio Rosetta                   | 0                                               |
| 1935/36  | Virginio Rosetta                   | 0                                               |
| 1934/35  | Benè Gola                          | Serie A                                         |
| 1934/35  | Carlo Bigatto                      | 0                                               |
| 1934/35  | Carlo Carcano                      | 0                                               |
| 1933/34  | Carlo Carcano                      | Serie A                                         |
| 1932/33  | Carlo Carcano                      | Serie A                                         |
| 1931/32  | Carlo Carcano                      | Serie A                                         |
| 1930/31  | Carlo Carcano                      | Serie A                                         |
| 1929/30  | George Aitken                      | 0                                               |
| 1928/29  | George Aitken                      | 0                                               |
| 1927/28  | József Viola                       | 0                                               |
| 1926/27  | József Viola                       | 0                                               |
| 1925/26  | József Viola                       | Serie A                                         |
| 1925/26  | Jenő Károly                        | 0                                               |
| 1924/25  | Jenő Károly                        | 0                                               |
| 1923/24  | Jenő Károly                        | 0                                               |